# Martina Šircelj
Martina Šircelj (r. Rupret), slovenska bibliotekarka, * 25. maj 1930, Smlednik - julij 2024.

## Življenje
Rodila se je 25. maja 1930 v Smledniku, kjer je živela do začetka osnovne šole. Mati Ivana je izhajala iz kmečke družine in je bila po poklicu učiteljica. Oče Vinko je izhajal iz delavske družine in je bil šolski nadzornik. Po njegovi premestitvi se je s starši preselila v Kranj.
Leta 1955 se je poročila z novinarjem, prevajalcem in publicistom Jožetom Šircljem (1929-1999). V zakonu sta se jima rodila dva sinova.

## Šolanje
Osnovno šolo in gimnazijo je obiskovala v Kranju, kjer je leta 1949 maturirala. Nato se je vpisala na oddelek za primerjalno književnost in literarno teorijo v Ljubljani, kjer je med drugim poslušala predavanja profesorjev Stanka Gogala in Antona Ocvirka. Diplomirala je leta 1958 na Filozofski fakulteti v Ljubljani.

## Delo
Franček Bohanec, ravnatelj takratne pionirske knjižnice, jo je leta 1954 zaposlil. Tam je službovala poleg Andre Žnidar, Miše Sepe, Marjane Kobe in Daneta Zajca. V Pionirski knjižnici (današnja Knjižnica Otona Župančiča) v Ljubljani je delala do leta 1975, v kateri je bila od leta 1960 vodja. Specializirala se je za področje slovenskega mladinskega in šolskega knjižničarstva (München 1960, Leicester 1972). Od leta 1964 do 1974 je predavala mladinsko literaturo na Pedagoški akademiji v Ljubljani. Leta 1961 je začela voditi Sekcijo za mladinske knjižnice, ki je delovala v okviru Sekcije za ljudske knjižnice. V letih 1976 do 1979 je bila raziskovalka na univerzi v Nairobiju, med 1979 in 1992 pa bibliotekarska svetovalka oz. pomočnica ravnatelja v Narodni in univerzitetni knjižnici v Ljubljani. Ukvarjala se je z vlogo Narodne in univerzitetne knjižnice v univerznem in nacionalnem knjižničnem informacijskem sistemu, s programsko zasnovo za njeno novo stavbo, z nabavo tuje znanstvene literature in s splošno dostopnostjo do publikacij in informacij. Strokovno je obravnavala izobraževanje knjižničarjev, mladinsko književnost in založništvo. Delovala je v slovenski, jugoslovanski in mednarodni bibliotekarski strokovni organizaciji. Pripravila je objave več del mladinskih pisateljev (Frane Milčinski - Ježek, 1972; France Bevk, 1984 in 1987; Josip Ribičič, 1986) in zbirke afriških pripovedk (Drevo življenja, 1985).

## Objave, pomembna dela
- Dela in naloge šolskega knjižničarja v sodobnem vzgojno-izobraževalnem procesu. Knjižnica 27 (1983) 1/4, str. 33-36. (COBISS)
- Dvajset let Pionirske knjižnice v Ljubljani. Knjižnica 14 (1970) 1/4, str. 90-92. (COBISS)
- Handicapping conditions in Kenya with special emphasis on children : an annotated bibliography. Nairobi : Bureau of Educational Research, Faculty of Education, University of Nairobi, [1978]. (COBISS)
- Josip Ribičič : v besedi in sliki. Ljubljana: Mladinska knjiga, 1986. (COBISS)
- Mesto šolskih knjižnic v sodobnem knjižnično-informacijskem sistemu. Knjižnica 28 ( 1984) 3/4, str. 211-217. (COBISS)
- O knjigah in knjižnicah za mladino. Ljubljana: Mladinska knjiga, 1977. (COBISS)
- O oblikah dela in vključevanja doraščajoče mladine v knjižnicah. Knjižnica 18 (1974) 1/2, str. 19-28. (COBISS)
- Osnutek standardov šolskih knjižnic. Knjižnica 15 (1971) 1/2, str. 48-53. (COBISS)
- Preschool education: an annotated bibliography. Nairobi : Bureau of Educational Research, Faculty of Education, University of Nairobi, 1978. (COBISS)
- Programske osnove gradnje NUK II. Ljubljana: Narodna in univerzitetna knjižnica, Bibliotekarski raziskovalni center, 1987 [1989]. (COBISS)
- Review of literature concerning mentally and physically disabled/handicapped children in Kenya. [Nairobi] : Bureau of Educational Research, Faculty of Education, University of Nairobi, [1978]. (COBISS)
- Šolska knjižnica v vlogi knjižničnega multimedijskega informacijskega centra. Didakta 5 (1992), str. 16-19. (COBISS)
- Šolske knjižnice in sedemletni načrt. Knjižnica 8 (1964) 1/2, str. 17-21. (COBISS)
- Ura pravljic. Ljubljana: Mladinska knjiga, 1972. (COBISS)

## Nagrade, priznanja, odlikovanja
Leta 1967 je prejela Čopovo diplomo.